# Lakamaji Koppa, Byadgi
Lakamaji Koppa là một làng thuộc tehsil Byadgi, huyện Haveri, bang Karnataka, Ấn Độ.